# Isabel de Velasco
Isabel de Velasco (? - Madrid, 21 de desembre de 1659) era filla de Don Bernardino de Velasco Ayala y Rojas, comte de Fuensalida i de la seva primera esposa Isabel de Velasco de Benavides, que havia estat dama de la reina Isabel de Borbó. Va entrar al servei del Palau Reial com menina de la reina Maria Anna d'Àustria (muller de Felip IV) des del 26 de desembre de 1649, fins a la seva mort el 21 de desembre de 1659. Fou immortalitzada pel pintor Velázquez en la pintura Las Meninas, on està representada a l'esquerra de la infanta Margarida d'Espanya.